# Губастые кошачьи акулы
Губастые кошачьи акулы (лат. Aulohalaelurus) — один из родов семейства кошачьих акул (Scyliorhinidae).

## Описание
Длина тела до 78,5 см. Нижняя сторона головы и брюхо белесоватые или желтовато-белые. Глаза небольшие. Нижние веками слаборазвиты. Обитают на небольшой глубине среди коралловых рифов. 

## Виды
- Aulohalaelurus kanakorum Séret, 1990
- Aulohalaelurus labiosus Waite, 1905 — Чернопятнистая кошачья акула, или Губастая кошачья акула

## Классификация
Род Aulohalaelurus был первоначально описан в ранге подрода американским зоологом Генри Фаулером в 1934 году. В том же году австралийский ихтиолог Гилберт Уитли повысил ранг этого таксона до уровня рода.

## Распространение
Представители рода встречаются у берегов Новой Каледонии и западной Австралии. 